# Vuelta Ciclista del Uruguay
La Vuelta Ciclista del Uruguay es una carrera por etapas que se disputa anualmente en Uruguay. Fue creada y organizada por el Club Atlético Policial hasta 1987, y desde 1988 es organizada por la Federación Ciclista Uruguaya. Se desarrolla durante Semana de Turismo (Semana Santa), es decir, en los meses de marzo o abril.
Se la considera como la carrera por etapas más antigua de América. La primera edición se realizó en 1939. Luego de que por diversos motivos en los primeros años algunas ediciones no se llevaron a cabo, desde 1946 se disputó en forma ininterrumpida hasta la edición 76 realizada el año 2019 y en 2020 y 2021 la prueba fue suspendida debido a la emergencia sanitaria ocurrida con motivo de la pandemia de COVID-19 en Uruguay.
A lo largo de su historia, por lo general se ha desarrollado sobre 9 o 10 etapas, teniendo casi siempre punto inicial y final en Montevideo, aunque ha habido ediciones en que el punto de partida ha sido en otras ciudades.
La Vuelta Ciclista ha integrado los Circuitos Continentales UCI, dentro del UCI America Tour, y fue encuadrada en la categoría 2.2. en diversas ediciones (en 2005, desde 2009 a 2012 y a partir de 2015). Esto no ocurrió durante el ciclo 2006-2008 y 2013-2014, en el que la carrera no integró el calendario, aunque previo a la creación de dichos Circuitos Continentales (en 2005), había estado en el calendario internacional como prueba 2.5.
Por tradición y por historia es la carrera más importante de Uruguay. Es actualmente la última competición de ciclismo del calendario nacional, concluyendo luego de su disputa la temporada ciclística uruguaya, que se retoma por lo general en agosto, luego el receso invernal.
El corredor que más veces ha triunfado es el uruguayo Federico Moreira, con seis victorias.
Popularmente se dice que el año en Uruguay comienza cuando el último competidor de la Vuelta Ciclista cruza la línea de meta final el Domingo de Pascua.

## Historia

### Antecedentes
La primera carrera de ciclismo por etapas que se disputó en Uruguay fue realizada en 1937. Organizada por CX24 La Voz del Aire y el diario "El Pueblo" fue denominada Circuito primavera y constó de tres etapas; Montevideo-Colonia, Colonia-San José y San José-Montevideo recorriendo 407 km durante los días 29 al 31 de octubre de ese año. Fue ganada por Luis Losardo de Peñarol, 2.º Luis Modesto Soler de Nacional y 3.º Paulino García del Martiniano.

### Su creación
La Vuelta Ciclista del Uruguay tuvo su origen gracias a Enrique "Cheto" Pellicciari, quien trabajaba en Radio Sport y a su vez como fotógrafo en el Ministerio del Interior.
Como era costumbre en aquella época, concurría a la peluquería tres veces por semana. Una tarde, mientras esperaba su turno, observó una revista y quedó impactado con fotos del Tour de Francia. Leyó la información y le surgió la idea de por qué en Uruguay no se podía organizar una carrera de ciclismo por etapas. Esa idea se la transmitió a Víctor Soliño, directivo de Radiodifusoras del Uruguay (Radio Sport y Radio El Espectador), y a Albérico Passadore, presidente del Club Atlético Olimpia.
Passadore lo planteó en directiva y luego de estudiar los detalles se consideró irrealizable, ya que la mayoría de las rutas eran de tierra e intransitables y más aún en bicicleta. La razón los asistía, ya que solo la Avenida Garzón y el Camino a Colonia (hoy Ruta 1) eran hormigonados. Algunas calles eran de asfalto y la mayoría de tierra.
Como vocal e integrante de la comisión directiva del Club Atlético Policial, Pellicciari presentó a sus pares a principios de mayo de 1938 la idea, proponiendo a su vez realizar esa sola carrera al año en vez de las 2 que se debía organizar como club afiliado a la federación. La comisión aceptó el desafío y Pellicciari como delegado ante la Federación Ciclista Uruguaya, transmitió verbalmente el pedido para organizar la carrera. El 24 de mayo, el presidente del Club Policial, el mayor Raúl Barlocco, mediante una nota dirigida al presidente de la Federación Ciclista, Carlos Julio Rossel, oficializó el pedido para realizar una carrera que por su importancia se llamaría Vuelta del Uruguay.
En la misma nota se solicitaba que la Comisión de Calendario tuviese en cuenta la primera quincena de febrero de 1939 como posible fecha para su realización, ya que en noviembre de 1938 estaba en planes realizarse el 2.º Circuito Primavera y se creía conveniente realizarla al menos 2 meses después para permitir un adecuado descanso a los ciclistas. Finalmente el Circuito Primavera no se corrió y se incluyó a la Vuelta en el calendario oficial determinándose su disputa durante Semana Santa de 1939.
Barlocco y sus compañeros de directiva comenzaron a buscar soluciones a los distintos problemas que el proyecto presentaba y lograron el apoyo del presidente de la República, el General Arquitecto Alfredo Baldomir, quien determinó el aporte de 2000 pesos para el proyecto que fueron finalmente efectuados por 4 ministerios. Barlocco logró también que el Ministerio de Defensa permitiera que los ciclistas se alojaran en los cuarteles donde finalizaban las etapas y además se les ofrecía cama y comida.
El club Policial le pagó a Radio Sport 1000 pesos para la trasmisión del evento y los primeros relatores fueron Armando Sagrada, Luis Esteban Ríos, el propio Pellicciari y el técnico Ignacio Lauminado.
El vicepresidente del Policial, Rafael Fiol Solé consiguió que la Intendencia Municipal de Montevideo ofreciera un camión para que fuera detrás del último corredor y en caso de algún abandono llevarlo hasta el final de etapa. Así fue como nació el famoso "camión de los rezagados".
El vocal Marcelo Garelli, haría de motociclista y sería el "jefe de ruta" por ser conocedor del recorrido, aunque se hizo la observación de la mala señalización de los caminos. La buena voluntad de dirigentes, ciclistas y organizadores hizo posible que el 1 de abril de 1939, se iniciara la primera edición, la que constaba de 8 etapas. Su ganador fue Leandro Noli, del Club Nacional de Football.

### Primera edición
La 1.ª edición se disputó entre el 1 y el 9 de abril de 1939 sobre un total de 1018 km.
Contó con la particularidad de que el vencedor, Leandro Noli, no venció en ninguna etapa, mientras que Luis Modesto Soler que venció en 6 de las 8 etapas, culminó en la clasificación general 3.º, a 29 minutos y 9 segundos de Noli. Ambos eran compañeros de equipo y competían por el Club Nacional de Football. Una anécdota de esta primera edición fue que Ildefonso Soler (hermano de Luis Modesto), fue el acompañante de su hermano y de Noli, pero no los acompañaba en automóvil, lo hacía también en bicicleta.

### 1940-1950
En 1940, el Club Atlético Policial programó iniciar la Vuelta el 18 de marzo, pero la falta de recursos lo llevó a suspenderla 12 días antes, el 6 de marzo. En 1941 sí se disputó la 2.ª edición en la que triunfaría Abel Vera, una edición que vio modificado y recortado su recorrido.
Culminada la Vuelta de 1941, el ciclismo uruguayo en ruta se vio paralizado por una disposición de la Dirección de Vialidad del Ministerio de Obras Públicas, que prohibió la realización de carreras ciclísticas por rutas y carreteras nacionales. Diversas reuniones entre la Federación Ciclista y autoridades estatales llevaron a un acuerdo provisorio que permitió la realización de las mismas durante el período comprendido entre 10 de diciembre de 1941 y el 31 de julio de 1942.
Solucionado en parte el problema de los permisos para circular por carreteras, en 1942 debía organizarse la 3.ª Vuelta Ciclista pero problemas de financiación, nuevamente hicieron suspender la carrera. De todas formas el Policial ofreció a la Federación Ciclista Uruguaya organizar una carrera de dos etapas los días 4 y 5 de abril, uniendo Montevideo con Trinidad, yendo el primer día por San José y volviendo al siguiente por Durazno y Florida. Esta carrera fue ganada por Ángel Irigoyen del Club Olimpia.
Vencido el plazo del acuerdo provisorio, nuevamente quedaron prohibidas las carreras de ciclismo en ruta. La Federación Ciclista programó la temporada 1942-1943 sobre la base de carreras en la Rambla de Montevideo, circuitos y el velódromo, a la vez que comenzaban a realizar nuevas gestiones para lograr la autorización. El 16 de noviembre de 1943 una delegación de la Federación Ciclista se reunió con el ministro de Obras Públicas, Tomás Berreta y se llegó a un acuerdo de permitir las competencias en ruta en dos períodos: del 1 de septiembre al 15 de diciembre y del 15 de marzo al 30 de junio. El 28 de diciembre del mismo año, se firmó la resolución que ponía final a las trabas para realizar la Vuelta Ciclista.
Con los permisos solucionados, el club Policial debía organizar la Vuelta en semana de turismo de 1944, pero tampoco logró realizarla. Ante esa situación, la Federación Ciclista Uruguaya consideró que el ciclismo no podía dejar de tener una carrera de tal importancia y tomó a su cargo la organización de la Vuelta Ciclista de 1945. Se programaron 7 etapas comenzando el 25 de marzo de 1945, pero el 30 de enero la comisión organizadora propuso aplazarla para 1946 debido a falta de financiación y escasez de material ciclístico.
Al programarse la temporada 1945-1946, el Club Atlético Policial reivindicó su derecho a organizar la Vuelta lo cual fue aceptado por la Federación y en octubre de 1945 fue aprobado el proyecto de 9 etapas y 1300 km de recorrido para la que sería la 3.ª Vuelta Ciclista del Uruguay.
Esa 3.ª Vuelta de 1946 vería consagrarse por primera vez a un fenómeno del ciclismo uruguayo, Atilio François, apodado "el león de Carmelo", quién repetiría la victoria en 1947 y 1948.

### 1950-1960
En la década del 50 surgieron grandes competidores como Virgilio Pereyra, Juan Alberto Silva, Juan Bautista Tiscornia, Luis Pedro Serra, Próspero Barrios, Alberto Camilo Velázquez, René Deceja, a los que se sumaron ciclistas italianos que se radicaron el Uruguay como Primo Zucotti, Mario Debenedetti y Dante Sudatti.
En 1951 se instauró la malla oro para individualizar al líder de la clasificación general y en 1955 comenzó a disputarse la clasificación por equipos. Tres años después, en 1958, por primera vez comenzó a disputarse el "premio esprínter", otorgando puntos a metas volantes durante las etapas.
Cabe destacar la supremacía del Club Atlético Peñarol en esa época, logrando un quinquenio entre 1952 y 1956, con las victorias de Dante Sudatti (1952), Aníbal Donatti (1953), Luis Pedro Serra (1954 y 1955) y Juan Bautista Tiscornia (1956).
En 1957, Walter Moyano un competidor oriundo de San Ramón (Canelones) pero radicado en Maldonado y con la casaca del Punta del Este se llevó el triunfo, que sería la primera de las 5 victorias generales que tuvo, lo que llevó a apodarlo "El Rey".

### 1960-1970
La década del 60, fue la década de Moyano, obteniendo triunfos en 1960, 1963, 1964 y 1969. También surgieron grandes pedalistas como Ruben Etchebarne, los hermanos Tomás y Jorge Correa, Juan José Timón, Rodolfo Villanueva.
Si bien hasta ese momento, la competencia se disputaba entre competidores locales, con alguna presencia de ciclistas extranjeros, en 1965 participa por primera vez un equipo completo del exterior, el Caloi de San Pablo de Brasil. En la edición 27.ª de 1970 por primera vez un competidor extranjero se la adjudica, Giuseppe Maffei de la selección italiana.

### 1970-1980
La década del 70 comenzó con otro triunfo extranjero, Pedro Geraldo de Sousa del Caloi y no hubo ciclistas que se destacaran nítidamente sobre el resto, ya que durante esa década nadie pudo lograr más de una victoria. Igualmente resaltaron ciclistas como Walter Tardáguila, Washington Díaz, los hermanos Saúl y Carlos Alcántara, Miguel Margaleff, Antonio Díaz etc.
En esta década se produce el desembarco de ciclistas argentinos en equipos uruguayos y es precisamente un argentino, Raúl Labatte, quién vence por primera vez para el club organizador de la prueba (Club Atlético Policial) en 1976. El Policial repetiría victorias en 1977 y 1978 con Carlos y Saúl Alcántara.
En 1974, se disputa por primera vez el Premio de la Cima.

### 1980-1990
Esta fue una de las mejores décadas que tuvo la Vuelta Ciclista del Uruguay, tanto por los grandes ciclistas uruguayos que surgieron como por los grandes equipos extranjeros que vinieron a animar la competencia. 
En la primera mitad de la década, selecciones de Francia, con Thierry Desevres, Jean Michel Avril y Alain Hivert; Colombia, con Fabio Parra, Rafael Acevedo y Rogelio Arango, e Italia, con Secondo Volpi, Mássimo Brunelli, entre otros, participaron de la Vuelta Ciclista.
Argentina aportó sus mejores ciclistas, tanto compitiendo por equipos de su país, como por equipos uruguayos (Juan Ruarte, Osvaldo Frossasco, Eduardo Trillini, Pedro Omar Caino, Juan Carlos Haedo, Luis Biera, Andrés Maiztegui). Mientras tanto en Uruguay surgían figuras como Alcides Etcheverry, Carlos García, Juan Carlos Seijo, Ricardo Rondán, Pedro Paiz, Carlos Zárate, Sergio Tesitore. Pero sobre todo resaltaron dos competidores: Federico Moreira y José Asconeguy. 
En la segunda mitad de la década hizo aparición en las rutas uruguayas la selección de Cuba, que se llevó la competencia en 1988 a través de Ruben Campanioni. Precisamente en ese año hubo un quiebre en la relación Club Atlético Policial-Federación Ciclista Uruguaya, además de una "guerra de radios" entre Radio Sport y Radio Cristal por los derechos de transmisión. La disputa llevó a que el Policial conjuntamente con el Club Ciclista General Hornos organizara una carrera de 7 etapas no homologada por la Federación, previo a Semana Santa. Por su parte, la Federación organizó la carrera tradicional de esa semana festiva. Ambas entidades se disputaron el nombre "Vuelta Ciclista del Uruguay. Mientras que el Policial aducía que "La Vuelta es la que organiza el Policial", la Federación aducía que "La Vuelta es la que se corre en Semana Santa". Finalmente en la Vuelta del Policial participaron los principales equipos uruguayos y se le denominó Tour Criollo, con triunfo de Federico Moreira. En la Vuelta de Semana Santa (que en definitiva fue la oficial), ganaron los cubanos, y sufrió el boicot de los principales clubes que no participaron. Todos esos problemas llevaron a que el Club Policial dejara de organizarla y 1989 pasó a manos de la FCU.
Para finalizar la década volvió la selección francesa con Roland Flauyaguet, Michel Comegnat, Jean Louis Conan, pero encontraron a un Federico Moreira en su esplendor y la competencia quedó en Uruguay.

### 1990-2000
En 1991 Francia volvió con las intenciones de ganar la competencia con Hervé Dagorne, Pascal Potié, Eric Magnin, pero nuevamente Federico Moreira les frustró el intento y se llevó su 4.ª Vuelta Ciclista.
Entre 1991 y 1996 participaron selecciones de Rusia, Ucrania, así como también equipos de esa zona del mundo.
En el final de la década, Federico Moreira consigue su 5.ª victoria (1997) y la 6.ª (1999) transformándose en el máximo vencedor de la prueba.

### 2000-2010
Fue la "década negra" para la Vuelta Ciclista. A partir del año 2005, se sucedieron disputas entre dirigentes de la Federación Ciclista Uruguaya y federaciones departamentales. Hubo elecciones impugnadas y creación de una Asociación Ciclista paralela dirigida por el exciclista Federico Moreira, mientras que la Vuelta perdía la categoría internacional que tenía. Todo ello terminó con la intervención de la Federación Ciclista Uruguaya por parte del Ministerio de Educación y Cultura.
En 2007, Moreira fue elegido presidente de la Federación Ciclista y contando con el apoyo del canal VTV (que se hizo cargo de las transmisiones televisivas), en 2009 la carrera volvió a ser incluida en el calendario americano de la Unión Ciclista Internacional. Esto llevó a que volvieran a participar equipos extranjeros, principalmente de categoría continental, en busca de los puntos que otorgaba la carrera para el calendario.
En cuanto a lo deportivo, la década comenzó y finalizó con triunfos para el Alas Rojas de Santa Lucía con el argentino Javier Gómez (2000 y 2001) y Richard Mascarañas (2008 y 2010). Además en 2007 un ciclista con casi 40 años logró la victoria, Jorge Bravo y en 2009, por primera vez ganó la carrera un estadounidense, Scott Zwizanski.

### 2010-presente
Los últimos años estuvieron marcados por los triunfos de extranjeros. En 2011 la vuelta fue ganada por Iván Casas, segundo colombiano en ganarla en la historia, edición que estuvo marcada por el abandono masivo de más de 60 corredores. En 2012 el brasileño Magno Nazaret logró la primera de sus 3 victorias (repetiría en 2017 y 2018) y en 2013 el triunfo quedó para su compatriota Christian Egidio da Rosa. Esa edición del año 2013 (la número 70), quedó grabada por la trágica desaparición física de Marcelo Gracés, corredor del Club Ciclista Fénix quién sufrió un accidente en la última etapa, una contrarreloj en Montevideo. Ese año volvió a perder la categoría internacional, ya que debido a problemas financieros y ante la necesidad de bajar costos, no fue inscripta en el calendario americano, retornando al mismo en la edición de 2015. Chile inscribió su nombre por primera vez en 2015 a través de Carlos Oyarzún y Colombia logró el tercer triunfo en 2019 a través del defensor del Team Medellín, Walter Vargas. 
Las ediciones de 2020 y 2021 fueron suspendidas debido a la pandemia del COVID-19.

## Palmarés

### Individual
| Año                                                           | Ganador                 | Segundo                   | Tercero                   |
| ------------------------------------------------------------- | ----------------------- | ------------------------- | ------------------------- |
| 1939                                                          | Leandro Noli            | Paulino García            | Luis Modesto Soler        |
| 1940 edición no realizada                                     |                         |                           |                           |
| 1941                                                          | Abel Vera               | Elbio Barrios             | Atilio François           |
| 1942-1945 ediciones no realizadas                             |                         |                           |                           |
| 1946                                                          | Atilio François         | Ángel Irigoyen            | Juan de Armas             |
| 1947                                                          | Atilio François         | Miguel García             | Guillermo Corbella        |
| 1948                                                          | Atilio François         | Luis Ángel de los Santos  | Miguel García             |
| 1949                                                          | Luis Alberto Rodríguez  | Juan Silva                | Virgilio Pereyra          |
| 1950                                                          | Virgilio Pereyra        | Primo Zuccotti            | Mario De Benedetti        |
| 1951                                                          | Próspero Barrios        | Mario De Benedetti        | Luis Ángel de los Santos  |
| 1952                                                          | Dante Sudati            | Luis Pedro Serra          | Hugo Machado              |
| 1953                                                          | Aníbal Donatti          | Juan Bautista Tiscornia   | Mario De Benedetti        |
| 1954                                                          | Luis Pedro Serra        | Sixto García              | Alberto Velázquez         |
| 1955                                                          | Luis Pedro Serra        | Dante Sudati              | Miguel Curto Pérez        |
| 1956                                                          | Juan Bautista Tiscornia | Walter Moyano             | Mario González            |
| 1957                                                          | Walter Moyano           | Héctor Castro             | René Deceja               |
| 1958                                                          | René Deceja             | Pedro Lartegui            | Gabriel Barrios           |
| 1959                                                          | Héctor Placeres         | Francisco Pérez           | Luis Pedro Serra          |
| 1960                                                          | Walter Moyano           | Héctor Placeres           | René Deceja               |
| 1961                                                          | Gabriel Barrios         | Rubén Etchebarne          | Ricardo Vázquez           |
| 1962                                                          | Rubén Etchebarne        | René Deceja               | Walter Moyano             |
| 1963                                                          | Walter Moyano           | Ricardo Vázquez           | Dardo Sánchez             |
| 1964                                                          | Walter Moyano           | Francisco Pérez           | Vid Cencic                |
| 1965                                                          | Juan José Timón         | Walter Moyano             | Claudio Rosa              |
| 1966                                                          | Tomás Correa            | Walter Moyano             | Roberto Bica              |
| 1967                                                          | René Deceja             | Luis Breppe               | Alberto Ferrazán          |
| 1968                                                          | Jorge Correa            | Walter Moyano             | Oscar Almada              |
| 1969                                                          | Walter Moyano           | Luis Sosa                 | Jorge Jukich              |
| 1970                                                          | Giuseppe Maffeis        | Pedro de Souza            | Luiz Carlos Flores        |
| 1971                                                          | Pedro de Souza          | Luis Sosa                 | Luiz Carlos Flores        |
| 1972                                                          | Walter Tardáguila       | Jorge Jukich              | Saúl Alcántara            |
| 1973                                                          | Dumas Rodríguez         | Humberto Grasso           | Adán Mansilla             |
| 1974                                                          | Rubén Messones          | Giovanni Fedrigo          | Saúl Alcántara            |
| 1975                                                          | Antonio Díaz            | Jorge Cuccia              | José Mockford             |
| 1976                                                          | Raúl Labbate            | Walter Tardáguila         | Diver Ferrari             |
| 1977                                                          | Carlos Alcántara        | Washington Díaz           | Adán Mansilla             |
| 1978                                                          | Saúl Alcántara          | Juan Carlos Seijo         | Raúl Richiessi            |
| 1979                                                          | Gerardo Bruzzone        | Ricardo Rondán            | Omar Roberto Richeze      |
| 1980                                                          | Juan Carlos Ruarte      | Ricardo Calleri           | Juan Carlos Seijo         |
| 1981                                                          | Alcides Etcheverry      | Rafael Acevedo            | Héctor Scayola            |
| 1982                                                          | Pedro Caíno             | Federico Moreira          | Juan Carlos Haedo         |
| 1983                                                          | Eduardo Trillini        | Luis Moyano               | Federico Moreira          |
| 1984                                                          | Rogelio Arango          | Federico Moreira          | Juan Carlos Seijo         |
| 1985                                                          | José Asconeguy          | Rubén Cano                | Ramiro Vidal              |
| 1986                                                          | Federico Moreira        | Alcides Etcheverry        | José Asconeguy            |
| 1987                                                          | José Asconeguy          | Federico Moreira          | Antonio Quintero          |
| 1988                                                          | Rubén Companioni        | Eduardo Trillini          | Antonio Hernández         |
| 1989                                                          | Federico Moreira        | Sergio Tesitore           | Carlos García             |
| 1990                                                          | Federico Moreira        | Roland Flauyaguet         | Eduardo Trillini          |
| 1991                                                          | Federico Moreira        | Sergio Alberto Llamazares | Alejandro Beldorati       |
| 1992                                                          | Andrés Maiztegui        | Sergei Biakov             | Walter Rafael Silva       |
| 1993                                                          | José Asconeguy          | José Maneiro              | Jamil Suaidem             |
| 1994                                                          | Viacheslav Dzhavanián   | Eugeni Zagrabelny         | Gustavo Figueredo         |
| 1995                                                          | Gustavo Figueredo       | Oleg Ripa                 | Sergio Alberto Llamazares |
| 1996                                                          | Milton Wynants          | Federico Moreira          | Hernán Cline              |
| 1997                                                          | Federico Moreira        | Márcio May                | Hernandes Quadri          |
| 1998                                                          | Jorge Giacinti          | Sergio Tesitore           | Márcio May                |
| 1999                                                          | Federico Moreira        | Javier Gómez              | Marlon Pérez              |
| 2000                                                          | Javier Gómez            | Federico Moreira          | Carlos Quiroga            |
| 2001                                                          | Javier Gómez            | Alejandro Acton           | Milton Wynants            |
| 2002                                                          | Gustavo Figueredo       | Federico Moreira          | Alejandro Acton           |
| 2003                                                          | Luis Alberto Martínez   | Daniel Fuentes            | Jorge Libonatti           |
| 2004                                                          | Jorge Giacinti          | Daniel Fuentes            | Miguel Direnna            |
| 2005                                                          | Álvaro Tardáguila       | Daniel Fuentes            | Alejandro Acton           |
| 2006                                                          | Guillermo Brunetta      | Jorge Bravo               | Luis Alberto Martínez     |
| 2007                                                          | Jorge Bravo             | Sebastián Cancio          | Richard Mascarañas        |
| 2008                                                          | Richard Mascarañas      | Néstor Pías               | Ramiro Cabrera            |
| 2009                                                          | Scott Zwizanski         | Ricardo Guedes            | Richard Mascarañas        |
| 2010                                                          | Richard Mascarañas      | Hernán Cline              | Ramiro Cabrera            |
| 2011                                                          | Iván Mauricio Casas     | Darío Díaz                | Jorge Soto                |
| 2012                                                          | Magno Nazaret           | Tom Zirbel                | Edgardo Simón             |
| 2013                                                          | Cristian Egídio         | Murilo Affonso            | José Luis Miraglia        |
| 2014                                                          | Mariano De Fino         | Gonzalo Tagliabúe         | Gregory Duarte            |
| 2015                                                          | Carlos Oyarzún          | William Chiarello         | Flavio Cardoso            |
| 2016                                                          | Néstor Pías             | Laureano Rosas            | Richard Mascarañas        |
| 2017                                                          | Magno Nazaret           | Murilo Affonso            | Flavio Cardoso            |
| 2018                                                          | Magno Nazaret           | Juan Pablo Dotti          | Agustín Moreira           |
| 2019                                                          | Walter Vargas           | Cristian Egídio           | Nicolás Tivani            |
| 2020-2021 ediciones no realizadas por la Pandemia de COVID-19 |                         |                           |                           |
| 2022                                                          | Agustín Alonso          | Pablo Troncoso            | Fernando Méndez           |
| 2023                                                          | Jorge Giacinti          | Roderyck Asconeguy        | André Gohr                |
| 2024                                                          | Juan Caorsi             | Diego Leonel Rodríguez    | Pablo Anchieri            |
| 2025                                                          | Anderson Maldonado      | Vinícius Rangel           | Francisco Peñuela         |

### Por equipos
La clasificación por equipos comenzó a disputarse en la 12.ª edición de 1955 y el primer ganador por equipos fue el Olimpia de Villa Colón. El Policial, creador de la carrera, es quien más títulos tiene con 6, seguido de Peñarol, Nacional, el Caloi de San Pablo y el Alas Rojas/Schneck con 5.
| Año  | Equipo                       | País del equipo |
| ---- | ---------------------------- | --------------- |
| 1955 | Olimpia                      | Uruguay         |
| 1956 | Peñarol                      | Uruguay         |
| 1957 | Olimpia                      | Uruguay         |
| 1958 | Federación de San José       | Uruguay         |
| 1959 | Peñarol                      | Uruguay         |
| 1960 | Nacional                     | Uruguay         |
| 1961 | Olimpia                      | Uruguay         |
| 1962 | Club Ciclista Punta del Este | Uruguay         |
| 1963 | Club Ciclista Punta del Este | Uruguay         |
| 1964 | Club Ciclista Punta del Este | Uruguay         |
| 1965 | Olimpia                      | Uruguay         |
| 1966 | Atenas de Mercedes           | Uruguay         |
| 1967 | Atenas de Mercedes           | Uruguay         |
| 1968 | Nacional                     | Uruguay         |
| 1969 | Club Ciclista América        | Uruguay         |
| 1970 | Caloi                        | Brasil          |
| 1971 | Caloi                        | Brasil          |
| 1972 | Club Ciclista América        | Uruguay         |
| 1973 | Dilicia                      | Uruguay         |
| 1974 | Club Atlético Policial       | Uruguay         |
| 1975 | Club Atlético Policial       | Uruguay         |
| 1976 | Club Atlético Policial       | Uruguay         |
| 1977 | Club Atlético Policial       | Uruguay         |
| 1978 | Club Atlético Policial       | Uruguay         |
| 1979 | España                       | España          |
| 1980 | Policía Federal Argentina    | Argentina       |
| 1981 | Colombia                     | Colombia        |
| 1982 | Policía Federal Argentina    | Argentina       |
| 1983 | Policía Federal Argentina    | Argentina       |
| 1984 | Club Atlético Policial       | Uruguay         |
| 1985 | Uruguay de Canelones         | Uruguay         |
| 1986 | Amanecer                     | Uruguay         |
| 1987 | Cuba                         | Cuba            |
| 1988 | Cuba                         | Cuba            |
| 1989 | Amanecer                     | Uruguay         |
| 1990 | Peñarol                      | Uruguay         |
| 1991 | Peñarol                      | Uruguay         |
| 1992 | Abacán                       | Rusia           |
| 1993 | Amanecer                     | Uruguay         |
| 1994 | Nacional                     | Uruguay         |
| 1995 | Belo Horizonte               | Uruguay         |
| 1996 | Caloi                        | Brasil          |
| 1997 | Caloi                        | Brasil          |
| 1998 | Caloi                        | Brasil          |
| 1999 | Nacional                     | Uruguay         |
| 2000 | Nacional                     | Uruguay         |
| 2001 | Alas Rojas                   | Uruguay         |
| 2002 | Peñarol                      | Uruguay         |
| 2003 | Club Ciclista Fénix          | Uruguay         |
| 2004 | Villa Teresa                 | Uruguay         |
| 2005 | Dolores Cycles Club          | Uruguay         |
| 2006 | Amanecer                     | Uruguay         |
| 2007 | Cruz del Sur                 | Uruguay         |
| 2008 | Alas Rojas                   | Uruguay         |
| 2009 | Alas Rojas                   | Uruguay         |
| 2010 | Kelly Benefit Strategies     | Estados Unidos  |
| 2011 | Porongos                     | Uruguay         |
| 2012 | Movistar Continental         | Colombia        |
| 2013 | Villa Teresa                 | Uruguay         |
| 2014 | Schneck-Alas Rojas           | Uruguay         |
| 2015 | DataRo                       | Brasil          |
| 2016 | Schneck-Alas Rojas           | Uruguay         |
| 2017 | Soul Brasil Pro Cycling Team | Brasil          |
| 2018 | Funvic-São José dos Campos   | Brasil          |
| 2019 | Medellín                     | Colombia        |
| 2022 | C.C. Ciudad del Plata        | Uruguay         |
| 2023 | Unión Ciclista 33            | Uruguay         |
| 2024 | Náutico Boca del Cufré       | Uruguay         |
| 2025 | Venezuela                    | Venezuela       |

| Equipo                    | Victorias | Años                               |
| ------------------------- | --------- | ---------------------------------- |
| Policial                  | 6         | 1974, 1975, 1976, 1977, 1978, 1984 |
| Peñarol                   | 5         | 1956, 1959, 1990, 1991, 2002       |
| Nacional                  | 5         | 1960, 1968, 1994, 1999, 2000       |
| Caloi                     | 5         | 1970, 1971, 1996, 1997, 1998       |
| Alas Rojas/Schneck        | 5         | 2001, 2008, 2009, 2014, 2016       |
| Olimpia                   | 4         | 1955, 1957, 1961, 1965             |
| Amanecer                  | 4         | 1986, 1989, 1993, 2006             |
| Punta del Este            | 3         | 1962, 1963, 1964                   |
| Policía Federal Argentina | 3         | 1980, 1982, 1983                   |

### Por países
De las 80 ediciones, 55 han sido victoria para ciclistas uruguayos mientras que 25 fueron para corredores extranjeros. La siguiente tabla muestra el desglose de victorias por nacionalidad del ganador:
| País           | Victorias |
| -------------- | --------- |
| Uruguay        | 55        |
| Argentina      | 11        |
| Brasil         | 5         |
| Colombia       | 3         |
| Italia         | 2         |
| Chile          | 1         |
| Cuba           | 1         |
| Estados Unidos | 1         |
| Rusia          | 1         |

## Estadísticas

### Más victorias generales
| Ciclista           | Victorias | Años                               |
| ------------------ | --------- | ---------------------------------- |
| Federico Moreira   | 6         | 1986, 1989, 1990, 1991, 1997, 1999 |
| Walter Moyano      | 5         | 1957, 1960, 1963, 1964, 1969       |
| Atilio François    | 3         | 1946, 1947, 1948                   |
| José Asconeguy     | 3         | 1985, 1987, 1993                   |
| Magno Nazaret      | 3         | 2012, 2017, 2018                   |
| Jorge Giacinti     | 3         | 1998, 2004, 2023                   |
| Luis Pedro Serra   | 2         | 1954, 1955                         |
| René Deceja        | 2         | 1958, 1967                         |
| Gustavo Figueredo  | 2         | 1995, 2002                         |
| Richard Mascarañas | 2         | 2008, 2010                         |
| Javier Gómez       | 2         | 2000, 2001                         |

### Más victorias de etapas
El ex esprínter coloniense Gregorio Bare es quien más etapas ha ganado con un total de 19 (entre 1993 y 2002), siendo en 1999 cuando ganó más fracciones en una edición (4).
| País    | Ciclista           | Victorias |
| ------- | ------------------ | --------- |
| Uruguay | Gregorio Bare      | 19        |
| Uruguay | Federico Moreira   | 18        |
| Uruguay | Héctor Aguilar     | 17        |
| Uruguay | Atilio François    | 14        |
| Uruguay | José Maneiro       | 14        |
| Uruguay | Virgilio Pereira   | 12        |
| Uruguay | Jorge Correa       | 10        |
| Uruguay | Rodolfo Villanueva | 9         |
| Uruguay | Luis Pedro Serra   | 9         |
| Brasil  | Jamil Suaidem      | 9         |
| Uruguay | Richard Mascarañas | 9         |

### Más podios
| Ciclista           | 1.º | 2.º | 3.º | Total |
| ------------------ | --- | --- | --- | ----- |
| Federico Moreira   | 6   | 6   | 1   | 13    |
| Walter Moyano      | 5   | 4   | 1   | 10    |
| René Deceja        | 2   | 1   | 2   | 5     |
| Richard Mascarañas | 2   | -   | 3   | 5     |
| Atilio François    | 3   | -   | 1   | 4     |
| José Asconeguy     | 3   | -   | 1   | 4     |
| Luis Pedro Serra   | 2   | 1   | 1   | 4     |
| Jorge Giacinti     | 3   | -   | -   | 3     |
| Magno Nazaret      | 3   | -   | -   | 3     |
| Javier Gómez       | 2   | 1   | -   | 3     |
| Gustavo Figueredo  | 2   | -   | 1   | 3     |
| Eduardo Trillini   | 1   | 1   | 1   | 3     |
| Saúl Alcántara     | 1   | -   | 2   | 3     |
| Daniel Fuentes     | -   | 3   | -   | 3     |
| Mario Debenedetti  | -   | 1   | 2   | 3     |
| Juan Carlos Seijo  | -   | 1   | 2   | 3     |
| Alejandro Acton    | -   | 1   | 2   | 3     |

- En negrita ciclistas aún en actividad.

### Otros datos
- Mayor número de victorias de etapa en una misma edición: Luis Modesto Soler en 1939, Atilio François en 1946 y Darío Díaz en 2011 con 6 triunfos.
- Máxima diferencia entre el primer y el segundo clasificado: Abel Vera sobre Elbio Barrios en 1941, 24 minutos 48 segundos.
- Mínima diferencia entre el primer y el segundo clasificado: Dumas Rodríguez sobre Humberto Grasso en 1973, 1 segundo.
- Competidor más joven en ganar la clasificación general: Luis Pedro Serra en 1954 con 19 años, 5 meses y 28 días.
- Competidor más veterano en ganar la clasificación general: Jorge Giacinti en 2023 con 48 años, 9 meses y 19 días.
- Mayor diferencia de años entre dos victorias: 19, Jorge Giacinti ganó por segunda vez en 2004 y logró su tercera victoria en 2023.
- Mayor diferencia de años entre la primera y última victoria: 25, Jorge Giacinti ganó por primera vez en 1998 y la tercera y última en 2023.
- Competidor con más presencias: Jorge Bravo con 31 (la primera en 1987 y la última en 2022).
- Peñarol es el club que más veces ganó en la clasificación individual con 8 triunfos.
- El Club Atlético Policial es el club que más veces ganó la clasificación por equipos con 6 triunfos.
- En la 67.ª edición, (2010), durante la 4.ª etapa (Durazno-Tacuarembó), se llegó a los 100.000 kilómetros recorridos desde la 1.ª edición.
- Once veces la competencia no comenzó en Montevideo: 1984 (San José), 1994 (Colonia), 1995 (Pando), 2000 (Soca), 2004 (Piriápolis), 2007 (Canelones), 2015 (Punta del Este), 2017 (Las Piedras), 2018 (Atlántida), 2019 (Ciudad del Plata) y 2023 (Colonia).
- Hasta la edición de 2023 se disputaron 795 etapas y subetapas. Hubo 9 anuladas: 1947 (2), 1951 (1), 1959 (1), 1971 (1), 1992 (1), 2007 (1), 2013 (1) y 2023 (1).
- Hasta la edición de 2023 se han disputado 95 contrarreloj, siendo 70 individuales, 12 por equipos y 13 prólogos.
- La primera contrarreloj fue en la 2.ª edición de 1941. Mercedes-José Enrique Rodó, sobre 70 km. Es la contrarreloj más larga que se ha corrido y su ganador fue Abel Vera empleando un tiempo de 3:21:03 a un promedio de 20,890 km/h.
- Solo una vez no se disputó durante Semana de turismo, fue en 1955 y se retrasó el inicio debido a una epidemia de poliomielitis.

## La marcha
Durante su disputa, en las transmisiones radiales y televisivas suele emitirse como música de fondo sobre el relato de los periodistas, una canción llamada Marcha de la Vuelta Ciclista del Uruguay. Creada en el año 1950, desde esa época se ha convertido en el himno de la Vuelta Ciclista.